# ゴジュから男
「ゴジュから男」（ゴジュからおとこ）は、UNICORNの企画シングル。2013年8月27日、8月28日に公演されるユニコーンのライブ「手島いさむ50祭 ワシモ半世紀」のチケットの特典CDである。レーベルはキューンミュージック。

## 解説
- ユニコーンの2013年第1弾CD。
- 本作品は前述した通り、手島いさむ生誕50周年記念ライブである「手島いさむ50祭　ワシモ半世紀」のチケット特典CDであり、非売品となっている（2013年現在）。
- 手島生誕五十周年企画ということで、収録曲2曲とも手島がメインボーカルを務めている。
- 2013年12月18日、全2曲を配信リリースした。

## 収録曲
※全曲 ボーカル手島いさむ
1. ゴジュから男 (4:14)
（作詞：阿部義晴・EBI・奥田民生・川西幸一 作曲：手島いさむ）
2. 新・甘えん坊将軍 〜21st Century Schizoid Man (2:51)
（作詞・作曲：阿部義晴・奥田民生）
21st Century Schizoid Man
（作詞・作曲：Robert Fripp・Michael Giles・Greg Lake・Ian McDonald・Peter Sinfield）

全編曲：UNICORN